# Neastymachus axillaris
Neastymachus axillaris is een vliesvleugelig insect uit de familie Encyrtidae. De wetenschappelijke naam is voor het eerst geldig gepubliceerd in 1991 door Singh, Agarwal & Basha.